# Russenviltmollisia
De russenviltmollisia (Diplonaevia junciseda) is een schimmel behorend tot de familie Mollisiaceae. Hij leeft saprotroof  op stengels van pitrus (Juncus).

## Verspreiding
In Nederland komt de russenviltmollisia uiterst zeldzaam voor. 